# Richvald
Richvald (in ungherese Erdővágás, in tedesco Reichwald) è un comune della Slovacchia facente parte del distretto di Bardejov, nella regione di Prešov.

## Storia
Il villaggio venne fondato nel 1335 da coloni tedeschi. All'epoca apparteneva alla Signoria di Kobyly. Nel 1427 passò ai Perény, e successivamente, nel XVI secolo agli Szapolyai e ai Baranó. Nel XIX secolo appartenne alla città di Bardejov.
Il suo nome in tedesco significa “selva imperiale”.